# Clytellus shibatai
Clytellus shibatai là một loài bọ cánh cứng trong họ Cerambycidae.